# Рудня-Прибытковская
Рудня-Прибытковская (бел. Ру́дня Прыбы́ткаўская) — деревня в Прибытковском сельсовете Гомельского района Гомельской области Республики Беларусь.

## География

### Расположение
В 5 км от железнодорожной станции Уть (на линии Гомель — Чернигов), 13 км на юго-восток от Гомеля.

### Гидрография
На реке Уть (приток реки Сож).

## Транспортная сеть
Автодорога Тереховка — Гомель. Планировка состоит из короткой прямолинейной улицы, ориентированной с юго-востока на северо-запад. Застройка деревянная усадебного типа.

## История
По письменным источникам известна с XVIII века, когда часть жителей деревни Прибытки основали рядом с рудником, где добывалось железо для местных нужд, небольшое поселение.
После 1-го раздела Речи Посполитой (1772 год) в составе Российской империи. В 1773 году работал рудник. В 1811 году в составе Климовской экономии Гомельского поместья фельдмаршала графа П.А. Румянцева-Задунайского. В 1834 году владение фельдмаршала князя И.Ф. Паскевича. С 1864 года работали мельница и сукновальня, с 1880 года — хлебозапасный магазин. Согласно переписи 1897 года располагался трактир, в Носовичской волости Гомельского уезда Могилёвской губернии.
В 1926 году работали почтовый пункт, школа. С 8 декабря 1926 года по 30 декабря 1927 года центр Прибыткоруднянского сельсовета Носовичского, с 4 августа 1927 года Гомельского районов Гомельского округа. В 1929 году организован колхоз. Во время Великой Отечественной войны на фронтах и в партизанской борьбе погибли 56 жителей, в память о которых в 1970 году возле клуба установлена стела. В составе элитсенхоза «Гомельский» (центр — деревня Климовка).

## Население

### Численность
- 2004 год — 46 хозяйств, 88 жителей.

### Динамика
- 1773 год — 18 дворов.
- 1811 год — 71 житель мужского пола.
- 1834 год — 22 двора, 178 жителей.
- 1850 год — 28 дворов, 258 жителей.
- 1897 год — 74 двора, 623 жителя (согласно переписи).
- 2004 год — 46 хозяйств, 88 жителей.

## Достопримечательность
- Обелиск Воинам-землякам

## Известные уроженцы
- К. Т. Мазуров — Герой Социалистического Труда, партийный и государственный деятель СССР, один из руководителей патриотического подполья и партизанского движения в Беларуси во время Великой Отечественной войны.